# Concours international de musique Gian-Battista-Viotti
Le concours international de musique Gian Battista Viotti (en italien,  Concorso internazionale di musica Gian Battista Viotti), nommé d'après le nom du compositeur et violoniste Gian (Giovanni) Battista Viotti (1755–1824), se tient chaque année à Verceil, dans le Piémont, en Italie. Il a été fondé en 1950 par le violoniste Joseph Robbone, et fait partie depuis 1957 de la Fédération mondiale des concours internationaux de musique, la FMCIM.